# بتلفیلد آنلاین
«بتلفیلد آنلاین» (کره‌ای: 배틀필드 온라인) یک بازی ویدئویی در سبک تیراندازی اول شخص است که توسط Neowiz Games و در سال ۲۰۱۰ منتشر شد. «بتلفیلد آنلاین» در پلت‌فرم مایکروسافت ویندوز منتشر شده‌است.